# Tirista
Tirista is een geslacht van vlinders uit de familie wespvlinders (Sesiidae), onderfamilie Sesiinae.
Tirista is voor het eerst wetenschappelijk beschreven door Walker in 1865. De typesoort is Tirista argentifrons.

## Soorten
Tirista omvat de volgende soorten:
- Tirista argentifrons Walker, 1865
- Tirista praxila Druce, 1896